# Згурский, Валентин Арсентьевич
Валентин Арсентьевич Згурский (укр. Валентин Арсентійович Згурський ; 9 февраля 1927, Бирзула, Молдавская АССР, Украинская ССР, СССР — 24 октября 2014, Киев, Украина) — советский, украинский государственный и политический деятель, председатель исполнительного комитета Киевского городского совета народных депутатов в 1979—1989 годах, Герой Социалистического Труда (1981), доктор экономических наук (1979), профессор (1983), академик Академии экологических наук Украины (1993).

## Биография
Родился в семье железнодорожника 9 февраля 1927 года в городе Бирзула Молдавской АССР Украинской ССР (ныне Подольск Одесской области, Украина). Украинец.
Закончил Киевский железнодорожный техникум и радиотехнический факультет Киевского политехнического института (1954). По специальности — инженер-электрик.
Во время Великой Отечественной войны работал на железной дороге, служил военно-восстановительном поезде на Украинском фронте. После войны работал монтёром, а после окончания вуза — инженером дистанции связи Юго-Западной железной дороги.
В 1955—1979 годах работал в ПО имени С. П. Королёва, где сделал карьеру от инженера до генерального директора.
С 1 ноября 1979 по 17 января 1990 — председатель Киевского горисполкома, а также председатель Совета руководителей столиц союзных республик, Москвы и Ленинграда. Депутат Совета Национальностей Верховного Совета СССР 10-11 созывов (1979—1989) от Украинской ССР.
C 1986 года — член оперативной комиссии правительства Украины по ликвидации аварии на ЧАЭС, а также председатель оперативной группы по ликвидации последствий этой аварии в Киеве.
С 1989 года — главный научный сотрудник по внешним экономическим связям Академии наук УССР.
Автор 13 изобретений, 5 монографий и около 100 печатных работ.
Являлся главой наблюдательного совета ЗАО «Футбольный клуб „Динамо-Киев“».
В последние годы болел, пережил два инсульта. Скончался 24 октября 2014 года от инфаркта. Похоронен в Киеве на Байковом кладбище с сыном Андреем и супругой Верой Семеновной

### Семья
- Жена: Вера Семёновна — инженер-электрик.
- Сыновья: Александр — генерал-майор, кандидат технических наук, доцент; Олег — генерал-майор, кандидат технических наук, старший научный сотрудник; Андрей (1964—2003)[7] — полковник, военный атташе Украины в республиках Балтии.
- Внук: Валентин Александрович[8] — заместитель начальника управления развития инфраструктуры — начальник отдела по вопросам подготовки аэропортов к Евро-2012.

## Награды, звания, премии
- Герой Социалистического Труда (1981).
- Награждён орденами Ленина (1981, 1986), Октябрьской Революции (1976), Отечественной войны (1985), Трудового Красного Знамени (1966, 1971), Князя Ярослава Мудрого V степени (2007), «За заслуги» ІІІ степени (1997)[9], Богдана Хмельницкого III степени (2000), «За мужество» (1999), а также медалями.
- Лауреат Государственной премии Украины.
- Заслуженный работник промышленности Украины.
- Почётный радист СССР.
- за внедрение изобретения, созданного после 20 августа 1973 года, вручён нагрудный знак «Изобретатель СССР».
- Почётный железнодорожник СССР.
- Почётный гражданин города Киева (1997).[10]
- Почётный гражданин города Мюнхена.